# John Grubb Parke
Pour les articles homonymes, voir Parke.
John Grubb Parke (né le 22 septembre 1827 dans le comté de Chester, État de Pennsylvanie, et décédé le 16 décembre 1900 à Washington (district de Columbia)) est un Major général de l'Union. Il est enterré à Philadelphie, État de Pennsylvanie.

## Avant la guerre
John Grubb Parke naît dans le comté de Chester en Pennsylvanie et, en 1835 vit à Philadelphie. Après une année à l'université de Pennsylvanie, il entre à West Point et est diplômé de l'académie militaire de West Point le 1er juillet 1849 et breveté second lieutenant dans le corps des ingénieurs topographes,. Il participe aux relevés topographiques des frontières de l'état, au tracé des voies du chemin de fer transcontinental ainsi que celui de la frontière avec le Canada. Il est promu second lieutenant le 18 avril 1854. Il est promu premier lieutenant le 1er juillet 1856.

## Guerre de Sécession
John Grubb Parke est promu capitaine dans le corps des ingénieurs le 9 septembre 1861,. Il est nommé brigadier général des volontaires le 23 novembre 1861. Il commande une brigade lors de l'expédition en Caroline du Nord du major général Ambrose E. Burnside. Il est breveté lieutenant-colonel le 26 avril 1862 pour bravoure et service méritant lors de la capture de Fort Macon. Il commande une brigade la bataille de New Bern. Il est promu major général des volontaires le 18 juillet 1862. Lors de la campagne du Maryland et de Fredericksburg, il est chef d'état-major du général Burnside. il participe à la bataille de South Mountain et à la bataille d'Antietam en septembre 1862. Il commande le IX corps lors des batailles de Vicksburg, de Jackson et de Knoxville où il passe sous le commandement du général Grant.
Il est breveté colonel le 12 juillet 1863 pour bravoure et service méritant lors de la capture de Jackson au Mississippi. Il est promu commandant dans le corps des ingénieurs le 17 juin 1864. Il est de nouveau chef d'état-major du général Burnside lors de la campagne de la Wilderness en 1864 jusqu'au siège de Petersburg. Après la bataille du Cratère et le départ de Burnside, il commande le IX corps aux batailles de Hatcher's Run, de fort Stedman et lors de la campagne d'Appomattox. Lors de la bataille de fort Stedman, il prend même le commandement de l'armée du Potomac en l'absence du général Meade où il dafait la dernière offensive confédérée dans l'est.
Le 13 mars 1865, il est breveté brigadier général pour bravoure et service méritant lors de la défense de Knoxville et major général pour les mêmes motifs lors des combats au fort Stedman.

## Après la guerre
John Grubb Parke quitte le service actif des volontaires le 15 janvier 1866. Il pulbie deux études sur des projets de travaux publics en 1877 et 1882.
Il est promu lieutenant-colonel le 4 mars 1879. Il est promu colonel le 17 mars 1884. Il est inspecteur et commandant de l'académie militaire de West Point en 1887. Il part en retraite le 2 juillet 1889.